# Gronsdorf

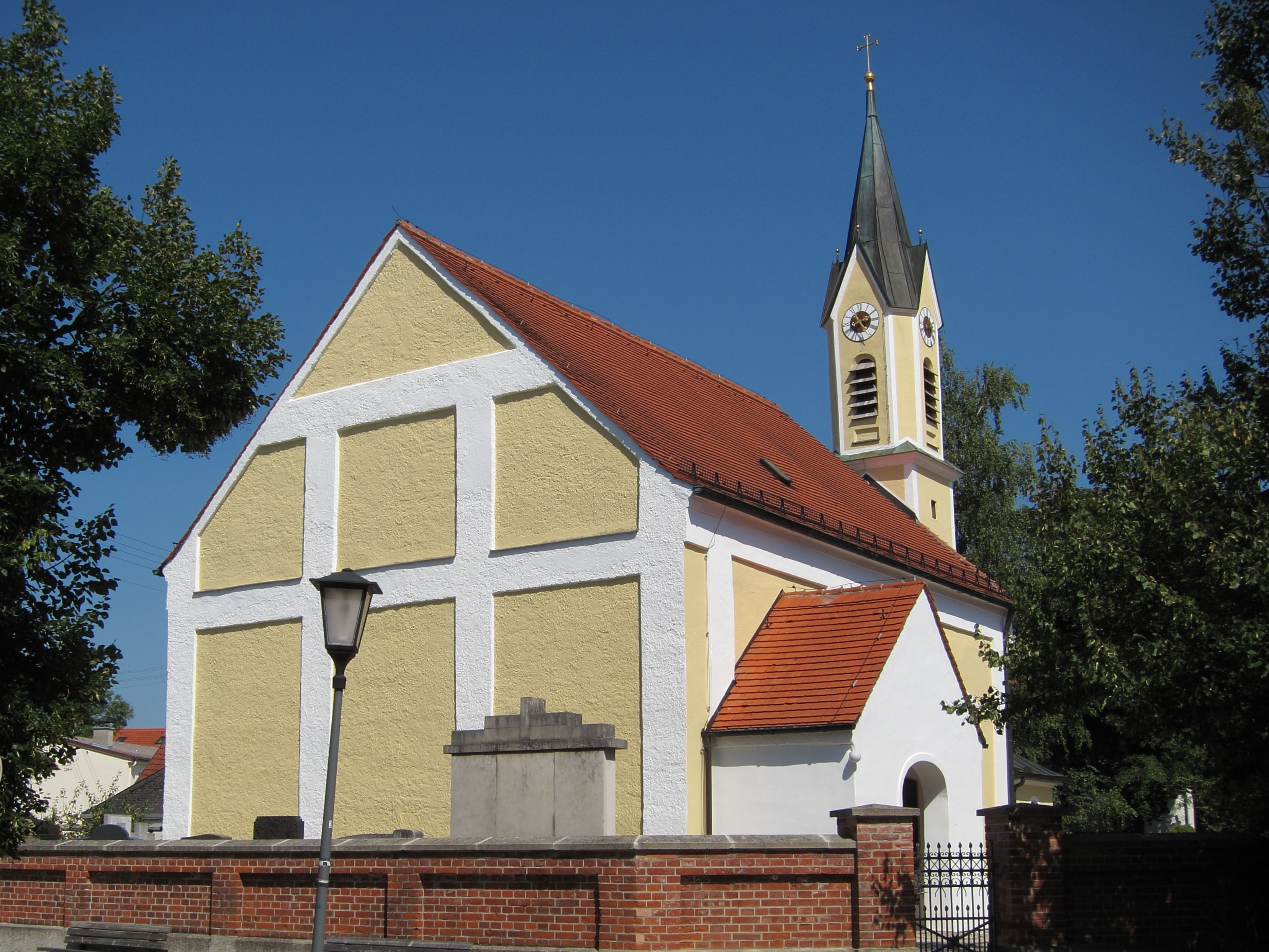
L'église catholique de Gronsdorf

Gronsdorf est un quartier de la municipalité de Haar situé dans l'arrondissement de Munich.
Le site est près de l'ancien aéroport à Riem, qui abrite maintenant l'espace du centre des expositions de Munich.